# Vanessa Morgan
Pour les articles homonymes, voir Morgan.
Vanessa Morgan Mziray, plus connue sous le nom de Vanessa Morgan, née le 23 mars 1992 à Ottawa en Ontario au Canada, est une actrice et chanteuse canadienne.
Elle est notamment connue pour interpréter le premier rôle de Sarah dans Ma baby-sitter est un vampire, ainsi que le personnage de Toni Topaz dans la série télévisée Riverdale et pour avoir joué le rôle de la princesse Lyria dans Les Chroniques de Shannara.

## Biographie

### Jeunesse
Originaire d'Ottawa, Vanessa est la benjamine d'une fratrie de deux enfants ; elle a une sœur aînée, Celina (née le 19 novembre 1982). Son père est tanzanien et sa mère est écossaise.

### Carrière
Elle a eu son premier rôle à la télévision à l'âge de huit ans dans le téléfilm A Diva's Christmas Carol. Ensuite de 2007 à 2010, elle a incarné le rôle de Amanda Pierce dans la série Buzz Mag. En 2010, elle a joué le rôle de Marion Hawthorne dans le téléfilm Harriet l'espionne : La Guerre des Blogs aux côtés de Jennifer Stone. Depuis début 2012, elle incarne Sarah dans la série canadienne Ma baby-sitter est un vampire adaptée du téléfilm Ma Baby-sitter est un vampire. En 2012, elle fait une apparition dans la série télévisée Section Genius.
De 2014 à 2015, elle interprète Beatrix « Bird » Castro, meilleure amie de Carter (Kathryn Prescott) dans Finding Carter.
En 2017, elle rejoint le casting à partir de la deuxième saison de Riverdale, une série adaptée des personnages de comics du célèbre éditeur Archie Comics, pour interpréter Antoinette "Toni" Topaz, membre des Serpents. En mai 2016, la série est officiellement commandée. Elle est diffusée depuis le 26 janvier 2017 sur le réseau The CW et aussi sur Netflix.
En 2019, elle est l'une des danseuses principales du clip de la populaire chanson Higher Love de Kygo et Whitney Houston.
En 2024, elle obtient le rôle principal de Max Mitchell, dans Wild Cards, une arnaqueuse qui va aider un flic sur ses enquêtes.

### Vie privée
Vanessa est la meilleure amie de Madelaine Petsch, l'interprète de Cheryl Blossom dans la série Riverdale où elles jouent toutes les deux.
Vanessa a été la petite-amie du joueur de hockey sur glace canadien, Nathan MacKinnon, de 2014 à 2016.
Le 4 juillet 2019, Vanessa se fiance avec le joueur de baseball Michael Kopech, son compagnon depuis juillet 2018. Ils se marient le 4 janvier 2020 en Floride. Le 24 juillet 2020, l'actrice annonce être enceinte de son premier enfant mais deux jours plus tard, Michael Kopech annonce qu'il souhaite divorcer . Le 29 janvier 2021, Vanessa donne naissance à un petit River.
Le 6 juillet 2024, Vanessa annonce sur ses réseaux sociaux qu'elle est enceinte de son deuxième enfant avec le joueur de basket-ball canadien James Karnik. Le 27 juillet, elle donne naissance a une fille, Kaia. Le 23 décembre 2024, ils se sont fiancés.[réf. souhaitée]

## Filmographie

### Cinéma
- 2011 : Frankie et Alice  de Geoffrey Sax : Frankie à 16 ans
- 2014 : The Night Session de Tamar Bird : Brittany / L'intrus (court-métrage)
- 2018 : Pimp de Christine Crokos : Destiny
- 2022 : Margaux de Steven C. Miller : Lexi

### Télévision

#### Séries télévisées
- 2007-2011 : Buzz Mag : Amanda Pierce (68 épisodes)
- 2010-2012 : Ma baby-sitter est un vampire : Sarah (26 épisodes)
- 2012 : Section Genius : Jeanne Gossamer / Vanessa LaFontaine (4 épisodes)
- 2013 : Degrassi : La Nouvelle Génération : Vanessa (2 épisodes)
- 2013 : Saving Hope, au-delà de la médecine : Rikki Wilkins
- 2014-2015 : Finding Carter : Beatrice « Bird » Castro (27 épisodes)
- 2017 : Les Chroniques de Shannara : Lyria (10 épisodes)
- 2017 - 2023 : Riverdale : Antoinette "Toni" Topaz (69 épisodes)
- 2024 : Wild Cards : Max Mitchell

#### Téléfilms
- 2000 : A Diva's Christmas Carol : Ebony jeune
- 2010 : Harriet l'espionne : La Guerre des Blogs : Marion Hawthorne
- 2010 : Ma baby-sitter est un vampire : Sarah
- 2011 : Le Geek Charmant : Hannah
- 2014 : L'Écho du mensonge : Leigh

### Clip vidéo
- 2019 : Higher Love de Kygo et Whitney Houston, réalisé par Hanna Lux Davis[9],[10]

## Discographie

### Singles
- 2007 : The Latest Buzz (Buzz Mag)
- 2008 : Stand Up (Buzz Mag)
- 2008 : Cinderella (Buzz Mag)
- 2009 : Your Little Girl (Buzz Mag)
- 2009 : Found It (Buzz Mag )
- 2010 : Goodbye
- 2011 : Best of All
- 2011 : Girl Next Door (Ma baby-sitter est un vampire)
- 2012 : Get This Party Started
- 2018 : Be My Joker

### Bande-originale
- 2018 : Riverdale: Original Television Soundtrack - Special Episode: "Carrie The Musical" (4 chansons)
- 2019 : Riverdale: Original Television Soundtrack - Special Episode: "Heathers: The Musical" (5 chansons)

## Distinctions
Sauf indication contraire, les informations mentionnées dans cette section peuvent être confirmées par la base de données cinématographiques IMDb,  présente dans la section « Liens externes ».
| Année | Prix                                  | Catégorie                                                                         | Nomination | Résultat   |
| ----- | ------------------------------------- | --------------------------------------------------------------------------------- | ---------- | ---------- |
| 2018  | 20e cérémonie des Teen Choice Awards  | Meilleure révélation                                                              | Riverdale  | Lauréat    |
| 2018  | 20e cérémonie des Teen Choice Awards  | Voleur de vedette                                                                 | Riverdale  | Lauréat    |
| 2009  | 30e cérémonie des Young Artist Awards | Meilleure performance d'une série télévisée (comédie ou drame) - Acteur principal | Buzz Mag   | Nomination |